# Timothy William Stanton
Timothy William Stanton (* 21. September 1860 in Monroe County, Illinois; † 4. Dezember 1953 in Silver Spring, Maryland) war ein US-amerikanischer Paläontologe und Geologe.

## Leben
Stanton, dessen Vater Farmer war, zog mit der Familie nach Missouri und 1874 nach Colorado, wo er in Boulder zur Schule ging. Er studierte als einer der ersten Studenten an der neu gegründeten University of Colorado mit dem Bachelor-Abschluss 1883 und dem Master-Abschluss 1895. Nach dem Bachelor-Abschluss war er fünf Jahre Lehrer in Schulen in Colorado. Er studierte 1888 bis 1889 an der Johns Hopkins University Biologie und Geologie und wurde 1897 an der George Washington University (damals Columbian University) promoviert. 1894 bis 1910 war er auch in Teilzeit Lehrer der Geologie an der Columbian University.
Ab 1889 war er beim US Geological Survey als Assistenz-Paläontologe von Charles Abiathar White, dessen Nachfolger er 1892 wurde. Damals befasste er sich wie White vor allem mit wirbellosen Fossilien der Kreide (Alpheus Hyatt hatte 1889 den Bereich wirbelloser Fossilien aus Jura und Trias von White beim USGS übernommen). 1900 wurde er Leiter der Abteilung Paläontologie und 1903 der neu geschaffenen Abteilung Paläontologie und Stratigraphie des USGS und 1932 bis zu seinem Ruhestand 1935 war er Chef-Geologe (eine Funktion, die er schon 1930 in Vertretung übernommen hatte). Außerdem war er 1894 bis 1953 Kustode für mesozoische Wirbellose am National Museum of Natural History in Washington D.C. Er ab 1912 stand lange dem Komitee des USGS für geologische Namen vor.
Er befasste sich besonders mit Wirbellosen der Kreidezeit und war zu Feldforschungen vor allem im Westen und Südwesten der USA (eine geplante Monographie über die Wirbellosen-Fossilien der unteren Kreide in Texas blieb unvollendet). Er galt als herausragender Fossiliensammler.
1921 war er Präsident der Paleontological Society. Im selben Jahr war er Vizepräsident der Geological Society of America. 1924 wurde er Ehrendoktor der University of Colorado.